# Rhigiocarya racemifera
Rhigiocarya racemifera är en tvåhjärtbladig växtart som beskrevs av John Miers. Rhigiocarya racemifera ingår i släktet Rhigiocarya och familjen Menispermaceae. Inga underarter finns listade i Catalogue of Life.